# (16178) 2000 AT127
A (16178) 2000 AT127 egy kisbolygó a Naprendszerben. A LINEAR projekt keretében fedezték fel 2000. január 5-én.